# Triflusal
Il triflusal è un inibitore dell'aggregazione piastrinica scoperto e sviluppato dalla Uriach Laboratories a partire dai primi anni '80 ed attualmente commercializzato in 25 paesi europei, oltre che in Africa, America ed Asia.
Viene utilizzato per la cura della malattia tromboembolica arteriosa.
Chimicamente appartiene alla famiglia dei salicilati, ma non è un derivato dell'acido acetilsalicilico.

## Controindicazioni
Ovviamente il farmaco è controindicato nei pazienti che presentino ipersensibilità individuale accertata verso la molecola o verso i salicilati.
Deve essere evitata la somministrazione agli individui affetti da ulcera peptica pregressa o in casi di diatesi emorragica o emopatie che comportano un allungamento del tempo di sanguinamento.
Poiché il farmaco inibisce l'aggregazione delle piastrine, il farmaco è controindicato in casi di accidenti vascolari, cerebrali o fenomeni emorragici in fase acuta.
Altamente sconsigliato l'uso anche nel caso di epatopatie di grado elevato e, ovviamente, non deve essere assunto in soggetti affetti da piastrinopenia o da turbe della funzionalità piastrinica.
Il farmaco deve essere somministrato con cautela a pazienti con alterata funzionalità renale, specialmente negli stadi avanzati dell'insufficienza renale cronica poiché il triflusal è principalmente escreto per via urinaria. La manacata o ridotta  funzionalità renale può causare danni ai reni stessi e può causare un accumulo del farmaco nel corpo.
Soggetti che già assumo anticoagulanti o farmaci ad attività anticoagulante, devono assumere il triflusal con attenzione, poiché quest'ultimo ne può aumentare o potenziare il loro effetto e la loro attività.
Il triflusal si è dimostrato in grado di aumentare l'attività di alcuni ipoglicemizzanti, rendendo perciò necessaria l'adeguamento al ribasso del dosaggio di ipoglicemizzanti.
Da sospendere l'utilizzo di triflusal in caso di interventi chirurgici, per diminuire la possibilità di emorragie. Mentre non è stato per ora dimostrato alcun problema di teratogenicità a carico del feto se assunto in gravidanza.

## Farmacodinamica e meccanismo di funzionamento
Il principale meccanismo di funzionamento è la potente inibizione dell'aggregazione piastrinica, sebbene il farmaco sia dotato anche di una notevole attività antitrombotica.
In vitro, triflusal inibisce l'aggregazione piastrinica indotta da ADP, adrenalina e collagene. Attraverso l'inibizione irreversibile della cicloossigenasi piastrinica, il triflusal blocca la biosintesi del trombossano B2, mentre non ha praticamente effetto sulla cicloossigenasi endoteliale, salvaguardando così la produzione di prostaciclina.
Inoltre, attraverso l'inibizione delle fosfodiesterasi cicliche, aumenta, alle dosi terapeutiche, i livelli di AMP ciclico piastrinico.

### Principali meccanismi di funzionamento
- Blocco della cicloossigenasi, inibendo la formazione di trombossano A2 prevenendo così l'aggregazione.
- Mantiene inalterati i livelli di prostacicline, promuovendo l'effetto anti-aggregante.
- Induce il blocco della fosfodiesterasi, in tal modo viene incrementato il livello di ciclo AMP promuovendo l'effetto antiaggregante attraverso la mobilitazione di calcio.